# Julie Caitlin Brown
Pour les articles homonymes, voir Brown.
 (avril 2024).
Si vous disposez d'ouvrages ou d'articles de référence ou si vous connaissez des sites web de qualité traitant du thème abordé ici, merci de compléter l'article en donnant les références utiles à sa vérifiabilité et en les liant à la section « Notes et références ».
Julie Caitlin Brown, née Andrich, née le 27 janvier 1961 à San Francisco, est une actrice américaine de comédie musicale et de télévision.

## Biographie
Elle déménage à Napa Valley à 18 ans, où elle est d'abord chanteuse de jazz et de blues. Son premier rôle sur scène est celui de Marie-Madeleine dans une production professionnelle de Jesus Christ Superstar en 1983. À la fin des années 1980, Brown se lance dans la production télévisuelle comme les publicités en Floride. En 1990, elle déménage à New York où elle apparaît dans la production du Williamstown Theatre Festival Le Forum en folie et dans la production de Broadway Grand Hotel.
En 1992, Brown retourne en Californie et apparaît dans des rôles principaux dans plusieurs séries. À la suite du départ de Mary Woronov de la série et de la perte de dernière minute de Susan Kellerman, le directeur de casting de Babylon 5 l'appelle et lui propose de manière inattendue le rôle de Na'Toth dans la première saison de la série de science-fiction.
Brown apparaît dans cinq épisodes et refuse de rester pour une deuxième saison. Le rôle de Na'Toth est refondu pour Mary Kay Adams (en), Brown revient pour des apparitions au cours de la deuxième saison (en tant qu'avocat humain dans There All the Honor Lies) et de la cinquième saison (reprenant le rôle de Na'Toth).
En 2009, elle interprète Tammy Tennis dans le film d'horreur comique de Joshua Grannell, All About Evil. En 2010, elle écrit, produit et joué dans le court métrage Thoughts of Suicide on an Otherwise Lovely Day.
Également chanteuse, le premier CD de Brown, Sheddin' My Skin, sort en janvier 1998. Son deuxième album, Struck by Lightning, sort en juillet 2002.